# Les Soulèvements de la Terre
Les Soulèvements de la Terre (pronunciación en francés: /le sulɛvmɑ̃ də la tɛʁ/; traducción: «Las Sublevaciones de la Tierra») es un colectivo ecologista francés fundado en enero de 2021. Opuesto al acaparamiento de tierras, el movimiento lucha contra ciertos proyectos de desarrollo, particularmente contra las «megabalsas de riego», las autopistas o la línea de alta velocidad Turín–Lyon.
Expresa sus reivindicaciones mediante manifestaciones y organiza actos de desobediencia civil y de sabotaje de infraestructuras industriales que considera contaminantes. Reúne a un centenar de asociaciones y colectivos y en junio de 2023 afirmaba reunir a más de 100 000 personas.
El 21 de junio de 2023, el ministro de Interior Gérald Darmanin anunció la disolución del movimiento, provocando airadas reacciones, en particular de Amnistía Internacional y de la Liga de los Derechos del Hombre. Esta disolución fue suspendida en procedimiento sumario el 11 de agosto de 2023 y anulada el 9 de noviembre del mismo año por el Consejo de Estado.

## Creación
Les Soulèvements de la Terre es un colectivo fundado en enero de 2021 por exmiembros de la ZAD de Notre-Dame-des-Landes (Francia), una zona okupada como forma de protesta contra la construcción del Aeropuerto del Gran Oeste. Se describe en un comunicado como una «coalición que agrupa decenas de colectivos locales, granjas, secciones sindicales [y] ONG a lo largo del país». Socialter lo describe como una «nebulosa activista», mientras que algunos miembros subrayan que se trata ante todo de una «campaña de acciones». Les Soulèvements de la Terre agrupa a militantes del movimiento climático, el movimiento autónomo y del sector agrícola.
El primer llamamiento de Les Soulèvements de la Terre está firmado por investigadores en historia y ciencias sociales (Christophe Bonneuil, Jean-Baptiste Fressoz, Anselm Jappe, François Jarrige, Kristin Ross, Sophie Wahnich), escritores (Alain Damasio, Baptiste Morizot, Alessandro Pignocchi, Nathalie Quintane) y políticos ecologistas (José Bové, Corinne Morel Darleux).
El colectivo surge en un contexto de diversificación del movimiento climático francés e internacional, con la aparición de numerosos grupos como Rebelión Científica, Última Renovación o Tierras de Luchas, que se unen a los movimientos ciudadanos próximos a la desobediencia civil como Youth for Climate, Fridays for Future o Extinction Rebellion. Estos movimientos tienen en común una crítica de los proyectos de desarrollo, a los que califican de «grandes proyectos inútiles e impuestos» y el cuestionamiento del productivismo. En opinion de Nicolas Celnik y Fabien Benoit, se inscribe pues en las «tecnoluchas».
El logotipo utilizado como símbolo visual del colectivo es ⏚, utilizado en electricidad para representar la puesta a tierra, es decir, conectar un circuito eléctrico a la tierra como medida de protección contra el riesgo de electrocución.

## Reivindicaciones
Les Soulèvements de la Terre se opone al acaparamiento de tierras, la «hormigonización» y la agroindustria, y defiende el agua como un bien común. Así, denuncia ciertas infraestructuras, como las centrales de hormigón y las megabalsas de riego, calificándolas de «armas de destrucción masiva de la vida».

## Modos de acción
El colectivo pretende hacer converger las luchas de zadistas, militantes ecologistas y agricultores, apoyándose en las luchas locales. Esta estrategia difiere de los modos de acción del movimiento por el clima, que por lo general organiza manifestaciones en las grandes ciudades y postula la no violencia como principio fundamental, por lo que varios militantes de Les Soulèvements de la Terre consideran que está desconectado de las reivindicaciones locales. Por su parte, Les Soulèvements de la Terre justifica sus métodos por la urgencia de actuar frente a la crisis climática, y consideran que los otros modos de acción del movimiento climático han fracasado.
Les Soulèvements de la Terre reivindica la radicalidad de sus modos de acción, y recurre a una pluralidad de tácticas, como la desobediencia civil, la resistencia y la acción directa. También organiza manifestaciones y acciones colectivas de bloqueo o sabotaje. Sin embargo, la cuestión del sabotaje es objeto de debate entre los militantes con sensibilidades diferentes. El sabotaje, denominado «desarmamiento de infraestructuras», es presentado como un método de defensa frente a un sistema que destruye la vida, una forma de legitimar este modo de acción.

## Acciones
En marzo de 2021, se convocaron manifestaciones contra la destrucción de setos por una cantera de arena en Saint-Colomban (Loira Atlántico) y de jardines populares en Besanzón, contra la construcción de una carretera en Le Pertuis y contra el proyecto de parque tecnológico de la meseta de Saclay.
Entre otoño de 2021 e invierno de 2021-2022, tuvieron lugar manifestaciones contra el hormigonado de tierras agrícolas de Isla de Francia, así como las ocupaciones de las plantas de hormigón del puerto de Gennevilliers y de la fábrica de Bayer-Monsanto en Lyon.
El 11 de diciembre de 2022, un centenar de activistas enmascarados y vestidos con monos blancos irrumpieron en la fábrica de cemento de Lafarge en Bouc-Bel-Air (Bocas del Ródano). La acción duró menos de una hora y se produjeron daños por valor de 4 millones de euros.
En otoño de 2022, una protesta contra la «megabalsa de riego» de Sainte-Soline (Deux-Sèvres) reunió a varios miles de personas.El 25 de marzo de 2023, se produjo una nueva manifestación en Sainte-Soline coorganizada por Les Soulèvements de la Terre, el sindicato agrícola Confédération paysanne y el colectivo Bassines non merci («Balsas no gracias») que reunió a decenas de miles de personas. La manifestación fue reprimida por la gendarmería y la confrontación entre manifestantes y fuerzas del orden se saldó con numerosos heridos. Posteriormente, se inició un proceso contra nueve militantes de distintos grupos por organizar una manifestación prohibida por la prefectura. El tribunal penal de Niort dictó sentencia el 17 de enero de 2024, condenando a tres de los manifestantes a penas de entre 6 y 12 meses de prisión con suspensión de la pena.
El 17 de junio de 2023 se convocó en el valle de Maurienne una movilización internacional contra la línea ferroviaria transalpina Turín-Lyon. Unas 4000 personas se manifestaron para detener las obras de construcción de esta línea al considerar que podían causar graves daños en el medio ambiente alpino. La prefectura prohibió la reunión en nueve municipios y se movilizaron 2000 gendarmes; tras unas infructuosas negociaciones para continuar la marcha, los manifestantes trataron de romper el bloqueo policial, lo que provocó algunas refriegas con los agentes. Los gendarmes respondieron con gases lacrimógenos, provocando un pequeño incentro que los activistas intentaron extinguir varias veces. Un grupo de personas vadearon el río y bloquearon temporalmente la autopista A43 antes de ser repelidas.

## Intento de disolución

### Anuncio del proyecto de disolución
Tras la manifestación de Sainte-Soline del 25 de marzo de 2023, marcada por numerosos heridos, tanto entre los manifestantes (200) como entre las fuerzas del orden (27), el gobierno expresó el 28 de marzo su deseo de disolver el colectivo, al que consideraba «responsable de numerosas incursiones en empresas, numerosos atentados contra las fuerzas del orden, numerosas destrucciones de bienes, centenares de gendarmes y policías heridos, numerosos llamamientos a la insurrección». El gobierno reprochó al colectivo varias infracciones penales, particularmente, sabotajes, degradaciones materiales, modos operativos violentos y provocaciones a la violencia. El anuncio fue realizado por el ministro de Interior Gérald Darmanin ante la Asamblea Nacional, a pesar del hecho de que no se tratara de una organización dotada de personalidad jurídica. Nunca antes se había llevado a cabo un procedimiento así contra una asociación ecologista.

### Apoyos del movimiento
Varios partidos de izquierda, como Francia Insumisa y Europa Ecología Los Verdes (EELV), criticaron la voluntad de disolución del gobierno. El 30 de marzo se publicó una tribuna de apoyo de 300 personalidades y de varios miles de ciudadanos. Para mediados de junio, había reunido unas cien mil firmas, entre ellas de «sindicalistas, artistas, científicos, cargos electos y decenas de organizaciones políticas, asociativas y sindicales de Francia e internacionales». De forma paralela, se organizaron también manifestaciones de apoyo.
El 9 de junio, en reacción al proyecto de disolución, el colectivo publicó un libro con la editorial Seuil: On ne dissout pas un soulèvement : 40 voix pour Les Soulèvements de la Terre («No se disuelve una sublevación: 40 voces por Les Soulèvements de la Terre»).

### Disolución
A pesar de las dudas de los servicios de la primera ministra Élisabeth Borne dada la complejidad jurídica del dosier, al no ser Les Soulèvements de la Terre una asociación sino un colectivo formado por «comités locales» sin líderes identificados y sin estatutos, el presidente Emmanuel Macron exigió durante el Consejo de Ministros del 14 de junio de 2023 que se llevara a cabo la disolución.
Tras su presentación en consejo de ministros, Macron firmó el 21 de junio de 2023 el decreto para disolver la agrupación de hecho Les Soulèvements de la Terre apoyándose en el artículo L. 212-1 del Código de Seguridad Interior y apuntando en particular a asociaciones o agrupaciones de hecho «que provoquen manifestaciones armadas o acciones violentas contra personas o bienes».

### Reacciones públicas
La izquierda y los ecologistas denunciaron una «deriva autoritaria» del gobierno, justo antes de una oleada de detenciones de militantes ecologistas por parte de la Subdirección Antiterrorista. Les Soulèvements de la Terre anuncio el comienzo de una «batalla jurídica».
En reacción, se produjeron concentraciones de apoyo por toda Francia el 21 de junio de 2023 que reunieron a varios miles de personas, incluyendo cargos electos de EELV y Francia Insumisa y personalidades como Greta Thunberg en París. En Toulouse, durante una de estas concentraciones, se produjeron actos de violencia contra el alcalde Jean-Luc Moudenc y otros cargos electos que se saldaron con una persona levemente herida y seis detenciones. Cuatro personas fueron juzgadas a finales de junio de 2023 por lanzar proyectiles e insultar al alcalde.
Amnistía Internacional condenó esta decisión, que juzgó «contraria al derecho internacional», y la Liga de los Derechos del Hombre denunció el «cuestionamiento de las libertades de asociación, de manifestación, de expresión, así como de los derechos de defensa».
Varias figuras mediáticas y culturales como la premio Nobel de Literatura 2022, Annie Ernaux, condenaron la disolución y manifestaron su apoyo al movimiento.

### Recursos
El 28 de julio de 2023, el colectivo anunció haber interpuesto dos recursos: un recurso de fondo relativo al fundamento de esta disolución, y una suspensión sumaria, examinada por el Consejo de Estado el 8 de agosto de 2023, relativa a la cuestión de la urgencia de suspender la disolución y a la existencia de serias dudas sobre la legalidad del acto en cuestión.
El Consejo de Estado suspendió la disolución el 11 de agosto de 2023 al considerar que «existe una seria duda en cuanto a la cualificación de provocación a actos violentos contra personas y bienes»: Les Soulèvements de la Terre no llamó a la violencia contra las personas, sino que promovió acciones cuyos efectos eran esencialmente simbólicos. El 9 de noviembre de 2023, el Consejo de Estado dictó su decisión de anular la disolución.